# Rang dinàmic
El rang dinàmic és un concepte físic aplicable a qualsevol senyal que variï en funció d'una determinada variable independent; mesura la relació existent entre els valors màxims i mínims que l'amplitud del senyal adquireix per tot el conjunt de possibles valors de la variable de la que depèn.

Exemple: Aplicat un senyal acústic que consisteix en una vibració que es propaga per l'aire o un altre medi en forma de diferència de pressió, el rang dinàmic ve donat per la relació d'amplituds màxima i minima que adquireixen les sobrepressions generades per dit so en el seu desplaçament. El so és una magnitud que varia en el temps per aquest motiu és aquesta la variable que en depèn.
El rang dinàmic o marge dinàmic es pot definir de dues maneres:
- El marge que hi ha entre el nivell de referència i el soroll de fons d'un determinat sistema, mesurat en decibels. En aquest cas, rang dinàmic i relació senyal/soroll són termes intercambiables.
- El marge que hi ha des del nivell de pic i el nivell de soroll de fons. També és mesurat en decibels (dB). En aquest cas, rang dinàmic i relació senyal/soroll no són equiparables.

Les dues maneres són vàlides. És per això que és habitual que, per indicar el marge dinàmic que s'està utilitzant, els fabricants introdueixin frases com ara:
- 60 dB (ref. sortida màxima).
- 60 dB (ref. nivell de pic).

Que en les especificacions tècniques d'un equip aparegui el marge dinàmic en dB, no significa res, si no va acompanyat pels punts de referència utilitzats i les ponderacions.
Per indicar correctament el marge dinàmic, la mesura de dB ha d'anar acompanyada per:
- la corba de ponderació
- el nivell de referència

Per exemple, en les especificacions tècniques d'un magnetòfon trobariem:
60dB, CIR 468-3 (ref. 1 kHz, 320 nWb m-1).
- CIR 468-3 és la curba de ponderació
- 1 kHz és el nivell de referència.
- 320 nWB m-1 és el nivell magnètic en què s'ha gravat el nivell de referència.

Evidentment, per poder comparar equips en el que es refereix al marge dinàmic, els equips han d'haver mesurat aquest marge utilitzant la mateixa curba de ponderació i el mateix nivell de referència.
Un aparell receptor amb un gran rang dinàmic és capaç de rebre senyals més variats que un altre amb menor rang dinàmic, ja que pot distingir senyals més tènues i intensos que l'altre. Un escàner amb gran rang dinàmic, per exemple, podrà llegir més dades d'una imatge concreta que un altre amb menor rang dinàmic.

## Rang dinàmic aplicat a l'òptica
En el cas d'aparells relacionats amb l'òptica (escàners, càmeres, pel·lícula fotogràfica) el rang dinàmic es mesura tenint en compte la densitat mínima (dades "més tènues") i la densitat màxima (dades "més fosques o carregades") que poden representar o captar.
Normalment el rang dinàmic d'una càmera digital és de 5 pasos f, això significa que per a la càmera serà impossible captar una escena amb més de 5 pasos f de diferència entre llum i ombra i haurem d'escollir si volem conservar detall en les ombres o en les altes llums.

## Aplicat a l'electrònica
Els enginyers d'electrònica apliquen el terme|trimestre a:
- La proporció|raó d'un màxim nivell especificat d'un paràmetre, com potència, corrent, voltatge o freqüència, al valor perceptible mínim d'aquell paràmetre.
- En un sistema de transmissió, la proporció de la sobrecàrrega anivellar (la màxima potència de senyal que el sistema pot tolerar sense distorsió del senyal) al nivell de soroll del sistema.
- En sistemes digitals o mecanismes, la proporció de màxims i mínims nivells de senyal dels quals s'exigeix que mantinguin una proporció d'error un mica especificada.

En àudio i aplicacions d'electrònica, la proporció|raó implicada és sovint tan enorme que es converteix en un logaritme i s'especifica en decibels.